# Malibu (rum)
Malibu je rum s přírodním kokosovým extraktem vyráběný v Barbadosu. Ačkoliv je tento alkoholický nápoj od roku 1895 vyráběn v Barbadosu, je stáčen do lahví v Dumbartonu ve Skotsku firmou Pernod Ricard. Obsahuje 21,0 % alkoholu, reklamní kampaně jsou založeny na tom, že karibský život se dá žít i v západním městském životním stylu. V reklamě je řečeno: „Kdyby lidé z Karibiku brali život stejně vážně jako tihle lidé, nikdy by nemohli vynaleznout Malibu. Vážně to šlo jednoduše.“
Jsou vyráběny i další druhy Malibu rumů, jsou to Malibu Mango Rum, Malibu Passion Fruit Rum a Malibu Pineapple Rum, dříve se vyráběl i Malibu Lime, který se prodával pouze na Barbadosu a ve Francii. Rum Malibu se pije s šumivými nápoji a ledem, někdy také s mlékem.
Ačkoliv je láhev celá bílá, nápoj je čirý a více viskózní než normální rum.